# Epitoxus felix
Epitoxus felix är en skalbaggsart som beskrevs av Lewis 1907. Epitoxus felix ingår i släktet Epitoxus och familjen stumpbaggar. Inga underarter finns listade i Catalogue of Life.